# Beauchemin (Haute-Marne)
Beauchemin é uma comuna francesa na região administrativa de Grande Leste, no departamento de Haute-Marne. Estende-se por uma área de 11,92 km². Em 2010 a comuna tinha 106 habitantes (densidade: 8,9 hab./km²).